# Greensburg (Indiana)
Greensburg é uma cidade localizada no estado americano de Indiana, no Condado de Decatur.

## Demografia
Segundo o censo americano de 2000, a sua população era de 10.260 habitantes.
Em 2006, foi estimada uma população de 10.538, um aumento de 278 (2.7%).

## Geografia
De acordo com o United States Census Bureau tem uma área de
12,5 km², dos quais 12,4 km² cobertos por terra e 0,1 km² cobertos por água. Greensburg localiza-se a aproximadamente 308 m acima do nível do mar.

## Localidades na vizinhança
O diagrama seguinte representa as localidades num raio de 50 km ao redor de Greensburg.